# HYS Enterprise
HYS Enterprise (ХІЗ Ентерпрайз) — нідерландська аутсорсингова компанія із розробки програмного забезпечення. Найбільший офіс компанії знаходиться в Одесі. Портфоліо компанії — аутсорспроєкти, програмний продукт Epicflow — вебдодаток для управління проєктами.

## Послуги
Компанія спеціалізується на розробці ПЗ для телекомунікаційної індустрії, геолокаційних сервісів (LBS), транспортних логістичних систем, фінансового та енергетичного секторів.

## Історія
- HYS Enterprise заснована 2007 року Хансом Уїтхолом та Юрієм Варчинським[джерело?]
- 2015 рік — запуск студії із розробок ігор Carl Games.[джерело?]
- 2015 рік — стає партнером академії ШАГ[2][значущість факту?]
- З 2016 року компанія входить до складу IT Cluster Odessa[3]

## Спонсорство
- спонсор конференції Black Sea SummIT 2016 року.[4][5][значущість факту?]

## Статті
- Рейтинг найбільших ІТ компаній України
- ІТ фахівці вчать школярів ненудному програмуванню [Архівовано 30 грудня 2016 у Wayback Machine.]
- Нідерландський бізнес з видом на Одесу [Архівовано 31 грудня 2016 у Wayback Machine.]
- Школа програмування для дітей: досвід HYS Enterprise [Архівовано 30 грудня 2016 у Wayback Machine.]
- В одеській безкоштовній школі програмування для дітей вручили перші дипломи [Архівовано 30 грудня 2016 у Wayback Machine.]
- Bringing IT revenues to Odessa from all over the world [Архівовано 30 грудня 2016 у Wayback Machine.]
- На інноваційній ноті. Рекорди конференції Black Sea SummIT 2016 [Архівовано 30 грудня 2016 у Wayback Machine.]
- Бути добрішими — напоїти безпритульних тварин [Архівовано 30 грудня 2016 у Wayback Machine.]
- Підхід до управління від найкращого ІТ директора та одесита [Архівовано 30 грудня 2016 у Wayback Machine.]
- Кому підходить стажування в IT і хто такий ідеальний інтерн: реальний досвід та історії

## Сторінки
- Сайт компанії
- HYS Enterprise у соцмережі «Facebook»
- LinkedIn
- HYS Enterprise  у соцмережі «Instagram»